# Czenglish

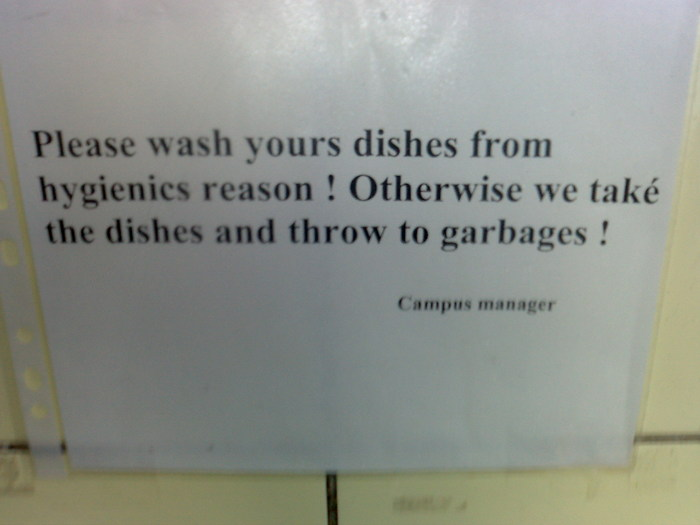
Ukázka czenglish v kuchyni vysokoškolských kolejí UK.

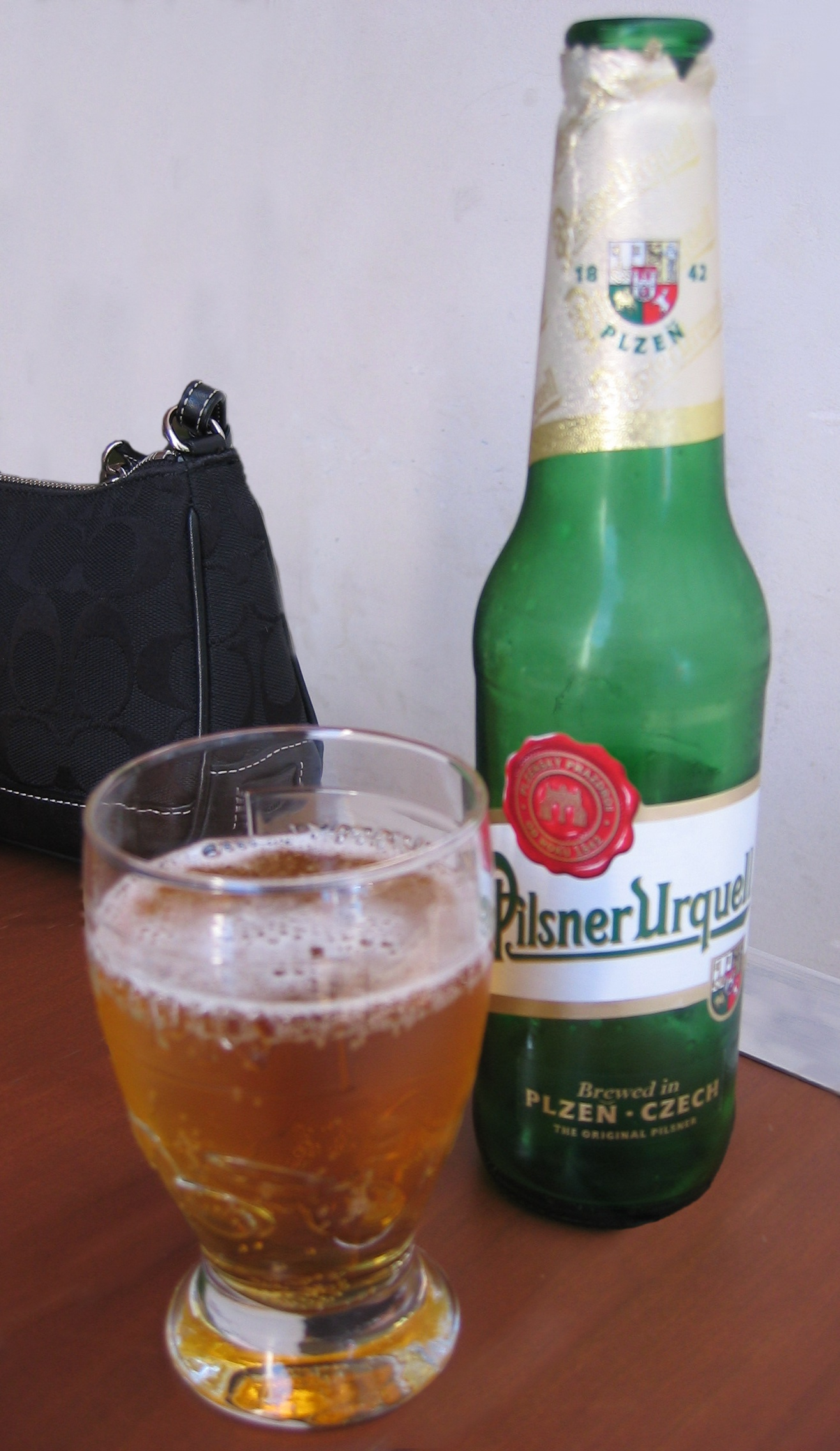
„Brewed in Czech“ (Uvařeno v České/Čechovi/Češce/Češtině) namísto „Brewed in Czechia“ (Uvařeno v Česku) na českém pivu Pilsner Urquell

Czenglish (spojení anglických slov Czech a English, tedy čeština a angličtina, přeložitelné jako čechoangličtina) je anglický termín, jímž Don Sparling, kanadský profesor literatury působící na Masarykově univerzitě, označil špatnou angličtinu, kterou používají někteří Češi. Charakteristické pro tzv. czenglish jsou bohemismy při překladu terminologie nebo ve větné skladbě (pořadí slov ve větě, předložkové vazby atd.).
Češi rozumí czenglish zpravidla stejně dobře jako správné angličtině. Anglicky hovořícím lidem, kteří neznají dobře češtinu nebo jiný podobný jazyk, však někdy může trvat déle, než pochopí správný význam, a někdy může věta v angličtině nabýt zcela jiného významu, než jaký byl českým mluvčím zamýšlen, což může vést ke zmatení, nedorozumění nebo trapné situaci.
Czenglish není lingvisty považován za ustálený slang, nářečí ani jazyk, označuje spíše náhodný výskyt různých typů chyb. Z lingvistického hlediska má větší význam poangličtěná forma češtiny, která však zatím obecně vžité jednotné označení nemá.

## Příklady
- basic school – czenglish pro základní školu (správný termín je „elementary school“).
- home office – czenglish výraz pro práci z domu. Správný výraz v angličtině je „work from home“ nebo „teleworking“. Spojení home office v angličtině existuje, ale znamená: 1. Britské ministerstvo vnitra (The Home Office), 2. Domácí kancelář pouze ve smyslu toho místa odkud člověk pracuje (~pracovna).[2]
- e-shop – czenglish výraz pro internetový obchod. Angličtina používá výraz „online shop“, nebo „e-commerce“.
- mail – czenglish výraz pro e-mail. Mail je v angličtině výraz pro fyzickou poštu.
- hobby market – czenglish pro anglický výraz hardware store (shop) nebo DIY store (shop)[3]
- shopping park – czenglish pro retail park[3]
- parcelshop – czenglish pro parcel lockers
- open space – czenglish pro open-plan office[3]
- vizuální smog – czenglish pro visual pollution
- wellness - czenglish pro spa[3]